# Ana Cruz Kayne
Ana Cruz Kayne est une actrice américaine née le 28 avril 1990 à New Haven au Connecticut.

## Filmographie

### Cinéma
- 2007 : Coney Island : Hey
- 2007 : No Refund : Anna
- 2008 : Data Project
- 2008 : Uncertainty : Beth
- 2009 : Family Tree
- 2010 : The Beginner : Gabi
- 2010 : Art House : Becky
- 2010 : Recession Special
- 2011 : Another Earth : Claire
- 2012 : Dog : Ana
- 2012 : Jagoo : Elodie
- 2013 : The Exit Room : Sarah
- 2014 : Saint Janet : Mara
- 2015 : Beatboxing : Rye
- 2016 : A Woman, a Part : la narratrice
- 2016 : The Creek When He Came Back : Chris
- 2016 : Baby Teeth : Alex
- 2018 : Cole
- 2019 : Depraved : Liz
- 2019 : I'll Be Here for a While : l’infirmière
- 2019 : Anya : Fausta
- 2019 : Les Filles du docteur March : Olivia
- 2020 : Close Contact
- 2022 : Jerry and Marge Go Large : Heather
- 2022 : Susie Searches : Misty Consuelos
- 2023 : Barbie : Barbie juge
- 2024 : Pangea : Ramona

### Télévision
- 2007 : Haine et Passions : une jeune délinquante (1 épisode)
- 2009 : New York, police judiciaire : Dena Milner (1 épisode)
- 2009 : Rescue Me : Les Héros du 11 septembre : une hipster (2 épisodes)
- 2010 : Louie : Jasmine (1 épisode)
- 2017 : Blue Bloods : Officier Kelsey Brown (1 épisode)
- 2017 : Bull : Dylan Hyland (1 épisode)
- 2017 : De celles qui osent : Mia Lawrence (1 épisode)
- 2018 : Now and Then : Jane
- 2019 : The Enemy Within : Mendoza (2 épisodes)
- 2022 : Plan de carrière : Lacey (2 épisodes)
- 2023 : Painkiller : Brianna Ortiz (6 épisodes)